# Ange Mikael Fabrice Any
Ange Mikael Fabrice Any (* 27. Januar 1995 in Bingerville), oder einfach nur Mikael Any, ist ein ivorischer Fußballspieler.

## Karriere
Ange Mikael Fabrice Any spielte von Anfang 2015 bis Mitte 2015 beim laotischen Verein Young Elephants FC. Wo er vorher gespielt hat, ist unbekannt. Der Verein aus der Hauptstadt Vientiane spielte in der ersten Liga, der Lao Premier League. Mitte 2015 wechselte er zum Ligakonkurrenten Lao Toyota FC, einem Verein, der ebenfalls in Vientiane beheimatet ist. Mit dem Verein wurde er am Ende der Saison laotischer Fußballmeister. Wo er 2016 gespielt hat, ist unbekannt. 2017 stand er in Laos beim Erstligisten TIP Savan unter Vertrag. Die Saison 2018 spielte er beim Ligakonkurrenten Luang Prabang United. Von Anfang 2019 bis Mitte 2019 spielte er beim Erstligisten Master 7 FC. Mitte 2019 verließ er Laos und wechselte nach Thailand. Hier unterschrieb er einen Vertrag beim Surat Thani FC. Der Verein aus Surat Thani spielte in der dritten Liga, der Thai League 3, in der Lower Region. Nach der Hinserie wechselte er nach Myanmar. Hier unterzeichnete er einen Vertrag bei Ayeyawady United. Mit dem Verein aus Pathein spielte er in der ersten Liga, der Myanmar National League. Für Ayeyawady absolvierte er vier Erstligaspiele. Im Februar 2021 ging er wieder nach Laos. Hier schoss er sich seinem ehemaligen Verein, dem Erstligisten Young Elephants FC, an. Für die Elephants absolvierte er zwei Erstligaspiele. Im September 2021 wurde sein Vertrag aufgelöst.

## Erfolge
Lao Toyota FC
- Lao Premier League: 2015